# Giulio Romano
Giulio Pippi, mais conhecido por Giulio Romano (Roma, 1499 – Mântua, 1 de novembro de 1546) foi um pintor e arquitecto do Renascimento italiano, tido como maneirista. Nasceu em 1492, e era um dos principais assistentes de Rafael Sanzio, tendo, após a morte deste, recebido de herança uma pequena fortuna, que incluía óleos e esboços em carvão.
Em 1524, Giulio Romano aceitou o convite de Frederico Gonzaga, Duque de Mântua, para realizar uma série de trabalhos na área da Arquitectura. Aqui, as capacidades de Giulio Romano foram, de facto, postas à prova, tendo tido que construir um sistema de protecção das inundações dos rios Pó e Mincio.
Durante esta época Giulio construiu ruas, uma catedral, um paço ducal, mas a sua melhor obra é, definitivamente, o Palazzo del Té, o qual foi planejado, construído e decorado por Giulio. É neste palácio que se encontram algumas das obras mais famosas de Giulio Romano, como os frescos de Psyche, de Icarus e da Queda dos Titans.
Foi escolhido como consultor para  a execução da Porta da Catedral de Milão.
Giulio faleceu com 46 ou 47 anos em Mântua, no dia 1 de novembro de 1546.

## Galeria

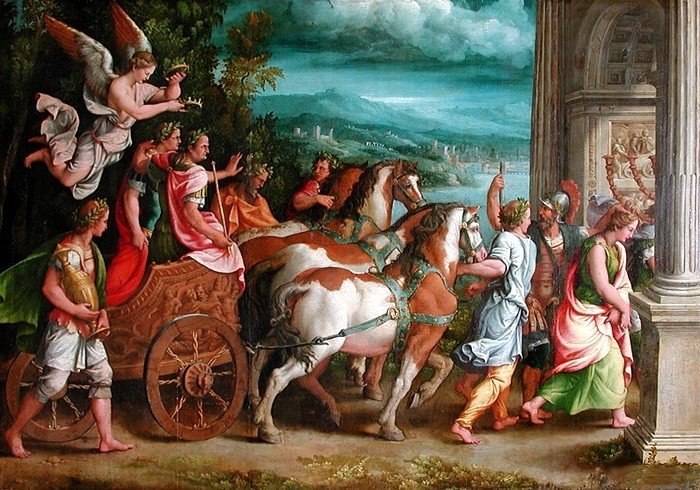
Triunfo de Tito e Vespasia
Madonna e Menino